# Brad Miller (baseball)
Pour les articles homonymes, voir Brad Miller et Miller.
Bradley Austin Miller (né le 18 octobre 1989 à Orlando, Floride, États-Unis) est un joueur d'arrêt-court des Rangers du Texas de la Ligue majeure de baseball.

## Carrière

### Débuts
Brad Miller est repêché au 39e tour de sélection par les Rangers du Texas en 2008 mais ne signe pas avec l'équipe et choisit de s'engager chez les Tigers de l'Université de Clemson en Caroline du Sud. Il paraphe son premier contrat professionnel avec les Mariners de Seattle, qui en font un choix de deuxième ronde au repêchage de 2011.
En 2010, Miller remporte la médaille d'argent avec les États-Unis au Championnat du monde de baseball universitaire à Tokyo.
En 2011, il remporte le prix Brooks Wallace du meilleur joueur d'arrêt-court collégial aux États-Unis. À l'approche de la saison de baseball 2013, Miller est classé parmi les meilleurs joueurs d'avenirs des Mariners de Seattle par Baseball America. Sa posture inhabituelle lorsqu'il est au bâton lui vaut des comparaisons avec le joueur à la retraite Craig Counsell. Il amorce sa carrière en ligues mineures en 2011 et gradue au cours de la saison 2013 au niveau AAA chez les Rainiers de Tacoma. Il obtient un premier rappel dans les majeures le 28 juin 2013. Il affiche à ce moment une moyenne au bâton de ,334 en 219 parties professionnelles au niveau mineur et a frappé en lieu sûr à ses 22 derniers matchs pour Tacoma. Si ses statistiques offensives sont éloquentes, certains doutes existent quant à sa capacité de s'imposer défensivement à l'arrêt-court, une position sur le terrain où le titulaire des Mariners, Brendan Ryan, excelle,.

### Mariners de Seattle

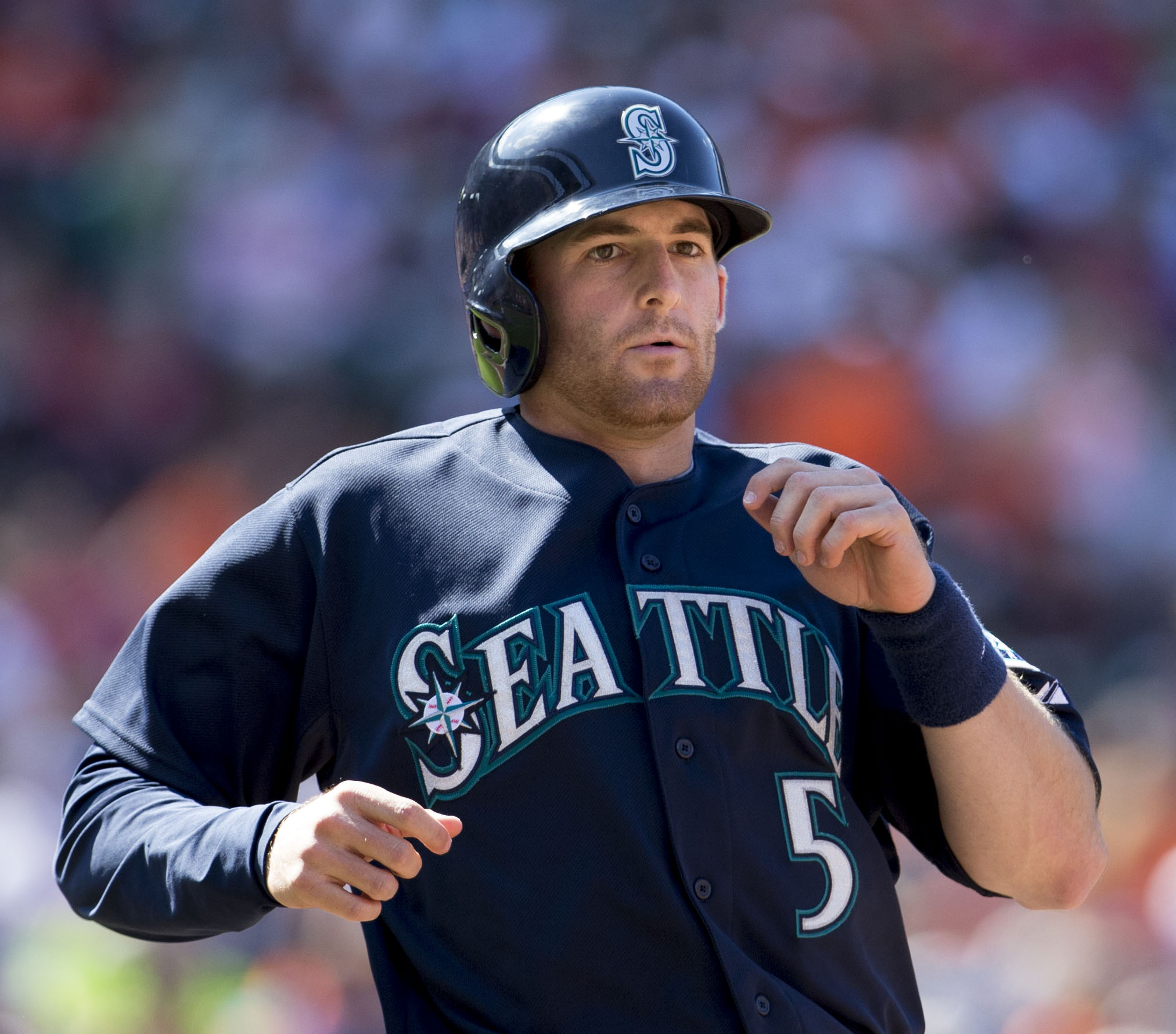
Brad Miller en 2013 avec les Mariners de Seattle.

Brad Miller fait ses débuts dans le baseball majeur avec Seattle le 28 juin 2013. Il réussit son premier coup sûr au plus haut niveau le 30 juin suivant aux dépens du lanceur Edwin Jackson des Cubs de Chicago. Ses deux premiers coups de circuit en carrière sont frappés le 19 juillet 2013 contre les Astros de Houston, face aux lanceurs Bud Norris et Josh Fields, respectivement.
En trois saisons à Seattle, de 2013 à 2015, Miller maintient une moyenne au bâton de ,248 avec 29 circuits, 118 points produits, 132 points marqués et 22 buts volés en 343 matchs joués.
Il transitionne dans un rôle de joueur d'utilité, en 2015, partageant son temps entre le poste d'arrêt-court et le champ extérieur.

### Rays de Tampa Bay
Le 5 novembre 2015, les Mariners de Seattle échangent Miller, le joueur de premier but Logan Morrison et le lanceur de relève droitier Danny Farquhar aux Rays de Tampa Bay contre le lanceur partant droitier Nate Karns, le lanceur de relève gaucher C. J. Riefenhauser et le voltigeur des ligues mineures Boog Powell.
Miller frappe 30 circuits pour les Rays en 2016.